# Camillo Corradini
Camillo Corradini (Avezzano, 23 aprile 1867 – Roma, 30 dicembre 1928) è stato un politico italiano.

## Biografia
(Giovanni Pagani, in Luci di nostra gente)

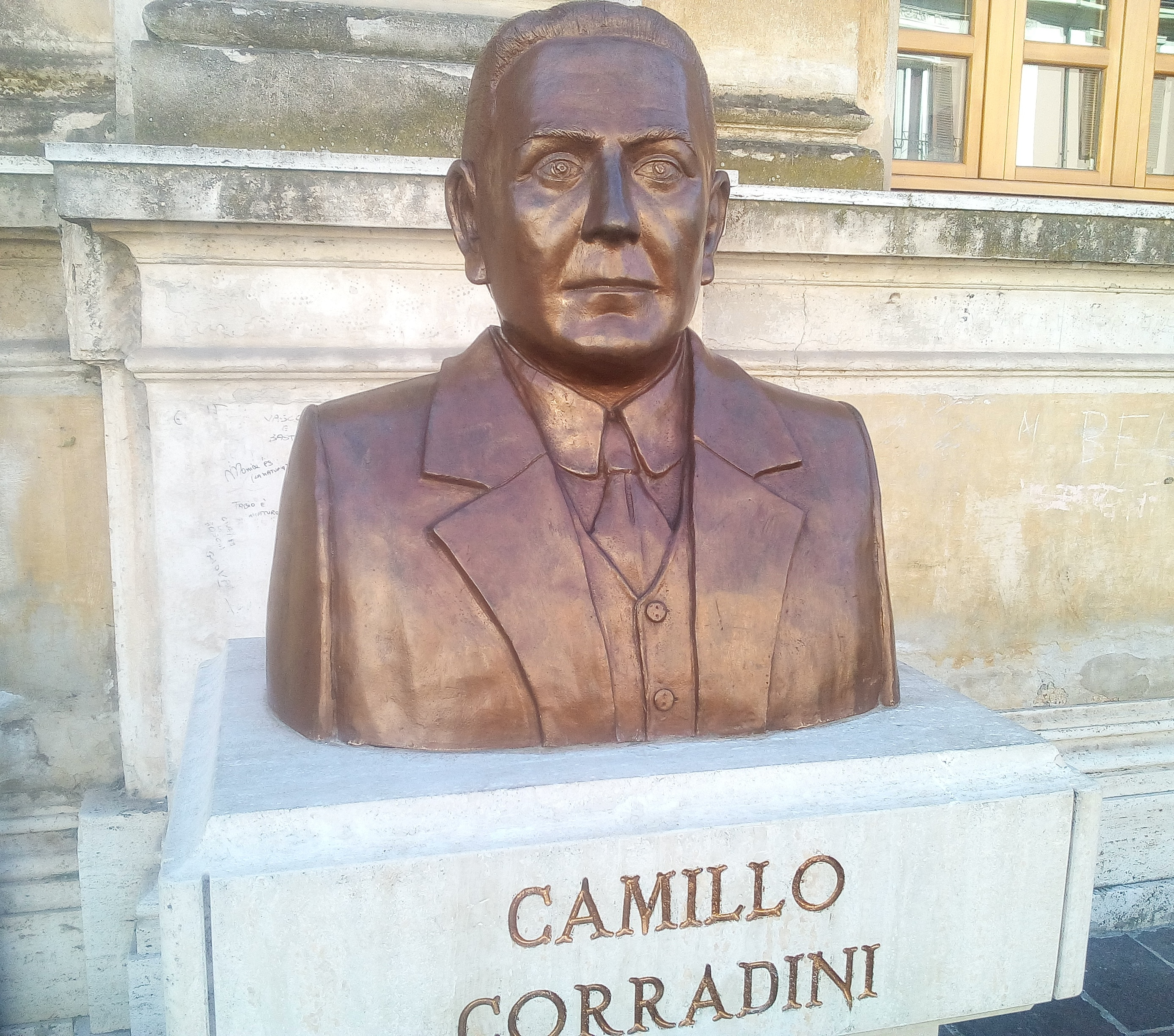
Busto bronzeo in memoria di Camillo Corradini ad Avezzano (opera di Luigi Di Fabrizio)

Nacque il 23 aprile 1867 ad Avezzano, in Abruzzo da una famiglia umile, il padre Gaetano fu un calzolaio e la madre Anna Donsante una casalinga. Si diplomò al liceo ginnasio Tulliano di Arpino, nel Lazio, completando gli studi con la laurea in giurisprudenza conseguita a Roma.
Camillo Corradini sposò nel settembre 1894 Cesarina Oliva, originaria di Firenze, figlia di Antonio, avvocato ed ex garibaldino, deputato e direttore del periodico La Riforma, che lo aiutò nell'avviamento alla carriera politica.
Fu dapprima un funzionario amministrativo presso il Ministero della guerra e il Ministero della pubblica istruzione, ove divenne ispettore generale nel 1905, e direttore generale della Scuola Primaria dal 1908 al 1915. Eletto a larga maggioranza alla Camera dei deputati nel 1908, non ricoprì mai la carica per l'incompatibilità con la funzione di direttore generale nel Ministero della pubblica istruzione. Fu uno dei principali artefici della Legge Orlando del 1904 per la lotta all'analfabetismo. Nel 1915 fu nominato consigliere di Stato. Diventato nel 1916 Capo di Gabinetto nel Ministero degli affari interni, allora retto da Vittorio Emanuele Orlando, fu allontanato dall'incarico nel settembre 1917 per la sua opera di mediazione e pacificazione tra le fazioni degli interventisti e dei neutralisti, che allora si fronteggiavano sin dallo scoppio della prima guerra mondiale, poiché la sua attività fu oggetto di controversi apprezzamenti da parte dell'opinione pubblica.
Impegnatosi nella ricostruzione della sua città d'origine Avezzano e dei comuni sconvolti dal terremoto della Marsica del 1915, divenne nel 1920 sottosegretario agli Affari Interni con Giovanni Giolitti ministro: in questa veste respinse nell'aula di Montecitorio le accuse di parzialità rivolte dagli interroganti ai carabinieri del Polesine, in occasione dell'aggressione subìta a Castelguglielmo da Giacomo Matteotti, che poi ebbe a rispondergli.
Oggetto di persecuzioni fasciste, per via delle sue simpatie socialiste, nel 1928 fu allontanato da tutte le sue cariche, compresa quella di consigliere di Stato. A tal proposito, ebbe a scrivere al suo mentore, Giovanni Giolitti:
Morì nella capitale il 30 dicembre 1928, in miseria, pur avendo avuto una vita pubblica ricca di onori.
«Ai suoi funerali» – come ebbe a rilevare la polizia – «parteciparono circa settanta persone, fra le quali vennero notati Meuccio Ruini, Ivanoe Bonomi, Aristide Carapelle, Alfredo Lusignoli e il deputato Amedeo Sandrini».
Il comune di Avezzano ha dedicato a Camillo Corradini una strada centrale, un edificio scolastico e il busto bronzeo, realizzato da Luigi Di Fabrizio, che è stato collocato su un piedistallo nel centro della città.